# Batalla del Golf de Kula
La batalla Naval del Golf Kula (japonès: クラ湾夜戦) va tenir lloc a les primeres hores del 6 de juny de 1943 durant la II Guerra Mundial, i va ser entre les flotes dels Estats Units i de l'Imperi Japonès davant de les costes de Kolombangara, a les illes Salomó.

## Rerefons
A mitjans de 1943, arran de la campanya de Guadalcanal, els aliats van llançar la seva següent ofensiva a les Illes Salomó, desembarcant tropes a l'illa de Rendova el 30 de juny com a pas preliminar per prendre la principal pista d'aterratge japonesa de Munda, a Nova Geòrgia. Els desembarcaments nord-americans a Rendova van tenir lloc per establir un cap de platja inicial des del qual traslladar tropes a través del Canal Blanche fins a Nova Geòrgia. Després que Rendova fos assegurada, el moviment cap a Zanana, al continent, va tenir lloc el 2 de juliol, després del qual les forces nord-americanes van començar l'avanç cap a l'oest sobre Munda. Per tal de donar suport a aquest esforç i tallar els reforços japonesos que baixaven pel camí de Munda des de Bairoko, els aliats van decidir desembarcar una força a la costa nord de Nova Geòrgia el 5 de juliol. Mentrestant, els japonesos van intentar reforçar la zona de Munda, traslladant tropes i subministraments en barcaça des de les Shortlands, via Kolombangara.
La nit abans de la batalla al golf de Kula, el Grup de Tasques 36.1 (TG) del contraalmirall Walden L. Ainsworth 36.1) va dur a terme un bombardeig amb creuers sobre Vila, a l'illa de Kolombangara, i Bairoko. Aquesta operació es va dur a terme per donar suport a un desembarcament a Rice Anchorage, a la costa nord de Nova Geòrgia, per part de tropes de la Marina i l'Exèrcit dels Estats Units encarregades de capturar Enogai i Bairoko.
Al mateix temps que els marines desembarcaven a Rice Anchorage, dos destructors de la Marina dels Estats Units, USS Strong i Chevalier van entrar al port de Bairoko per proporcionar suport de foc naval. A primera hora del matí, un torpede Tipus 93 va impactar contra el Strong al costat de babord a popa, cosa que va provocar la pèrdua del destructor. Un total de 241 supervivents van ser rescatats pel Chevalier mentre O'Bannon intentava respondre al foc; 46 mariners nord-americans van perdre la vida durant l'atac. El torpede va provenir d'una salva de 14 torpedes disparats per un grup de quatre destructors japonesos, liderats per Niizuki, i va recórrer una distància d' 11 milles nàutiques (20 km), i es creu que va ser l'atac amb torpedes reeixit més llarg de la guerra. Després de disparar els seus torpedes, els destructors japonesos van abandonar la zona sense ser detectats. Tal era la distància del tret, que el comandant nord-americà va creure que la seva força havia estat atacada per un submarí japonès.

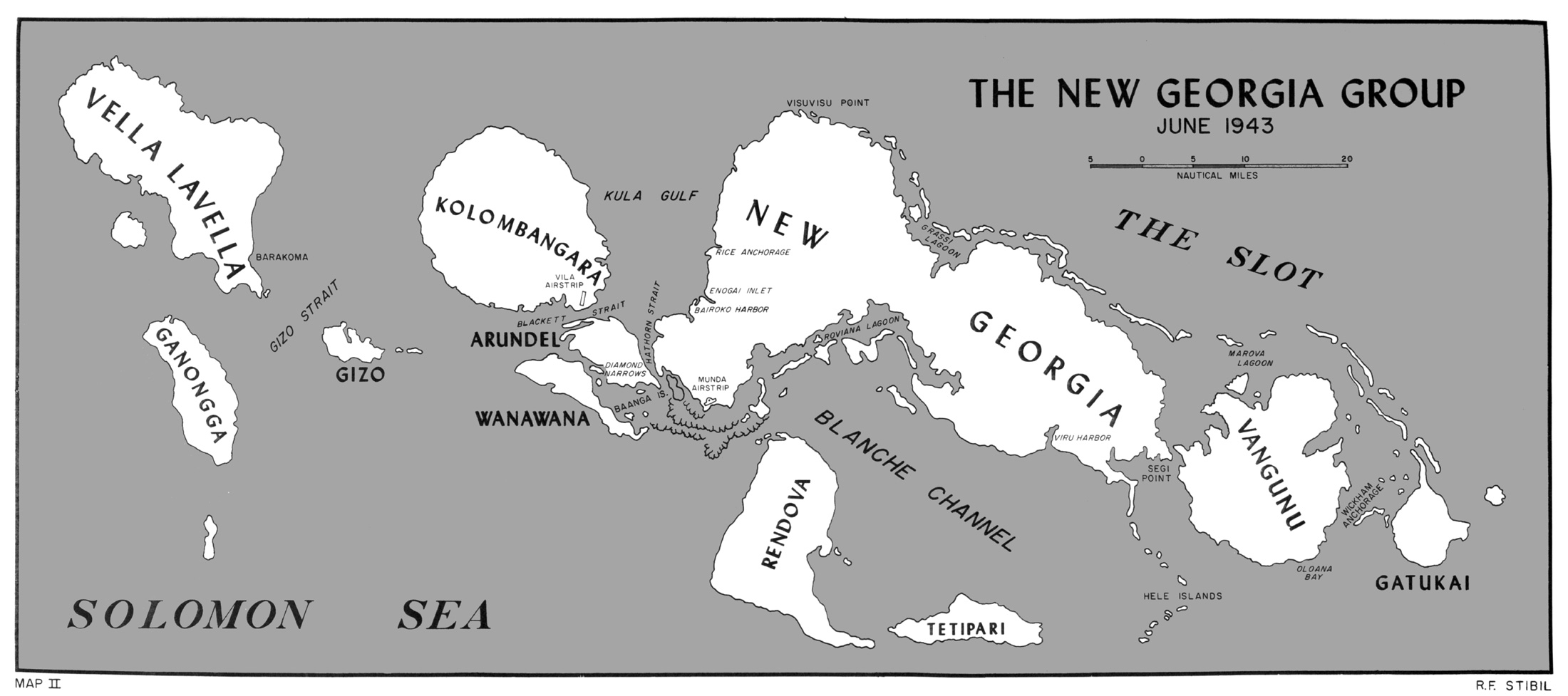
El grup d'illes de Nova Geòrgia. El golf de Kula es troba entre Kolombangara i el nord-oest de Nova Geòrgia.

El 5 de juliol, la Task Group 36.1, comandada pel Contraalmirall Walden L. Ainsworth, consistent en els creuers lleugers USS Helena, USS Honolulu i USS St. Louis, juntament amb 4 destructors, havia rebut l'avís de què un altre Tokyo Express travessaria the Slot, i es dirigiria cap al nord-oest passat Nova Geòrgia.
Els Aliats estaven a punt de llançar la seva propera ofensiva a les Illes Salomó, havent tot just desembarcat tropes a l'illa de Rendova com a pas previ per assetjar la major pista d'aterratge japonesa a Munda a Nova Geòrgia. Recolzant aquest desembarcament, que requeria un cap de platja inicial per moure les tropes americanes a través del Canal de Blanche a Nova Geòrgia, Ainsworth va ordenar bombardejar des d'un creuer Port Vila i Bairoko i, escàs de munició i combustible, dirigir-se cap al Mar del Coral per reaprovisionar-se. Es programà un desembarcament de marines a la costa nord de Nova Geòrgia pel 10 de juliol, que requeriria més suport.

## La Batalla

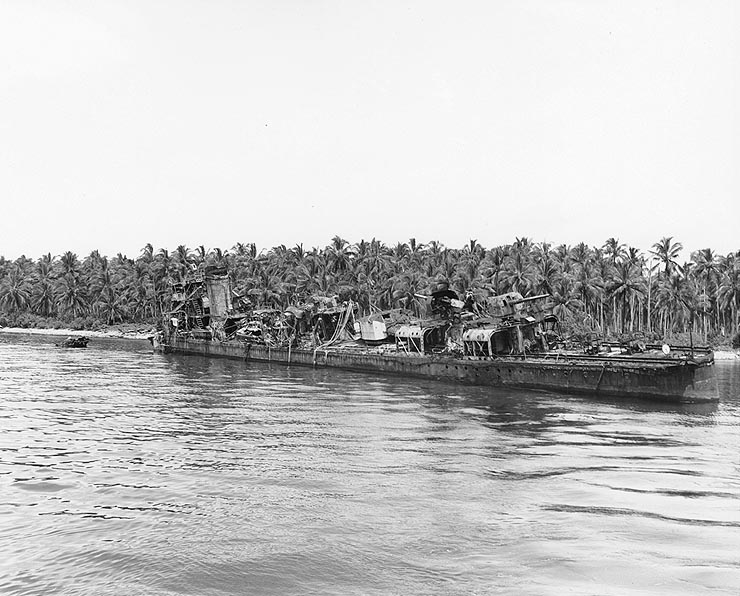
Nagatsuki abandonat, maig de 1944

El grup de treball d'Ainsworth estava format pels creuers lleugers USS Honolulu (CL-48), USS St. Louis (CL-49) i l'USS Helena (CL-50), més quatre destructors, Nicholas, O'Bannon, Radford i Jenkins . La tarda del 5 de juliol, tornaven al Mar del Corall per reabastir-se quan l'almirall William Halsey va ser informat d'una altra missió "Tokyo Express" per "the Slot" a les Illes Salomó, des de Buin, a Bougainville. Rebut l'ordre d'interceptar els japonesos, l'Ainsworth va canviar de rumb i va procedir cap al nord-oest més enllà de l'illa de Nova Geòrgia. El Chevalier havia estat danyat recollint supervivents del Strong i va abandonar la zona; van ser substituïts pel Radford i el Jenkins, que van abandonar Tulagi a les 16:47 i les 18:37 hores del 5 de juliol respectivament, després de reabastir-se.
Els vaixells americans van passar per Visu Visu Point, a la costa nord-oest de Nova Geòrgia, just després de la mitjanit del 6 de juliol. Aproximadament una hora més tard, la força especial d'Ainsworth es trobava davant la costa est de Kolombangara, a aproximadament mitja milla de Visu Visu Point, i aproximadament al nord-est de Waugh Rock,  quan van entrar en contacte amb un grup de reforç naval japonès format per dues unitats de transport que transportaven tropes, escortades per una unitat de suport, sota el comandament de l'almirall Teruo Akiyama. La força japonesa constava de deu vaixells en total, tots destructors. La unitat de suport estava formada per tres vaixells del 3r Esquadró de Destructors, mentre que la primera unitat de transport (designada 30a Divisió de Transport) estava formada per tres destructors, i la segona unitat de transport (designada 11a Divisió de Transport) estava formada per quatre destructors.
A les 01:06, davant de Kolombangara, la flota estatunidenca establí contacte amb un grup de reforç japonès comandat per l'Almirall Teruo Akiyama, consistent en 10 destructors amb 2.600 tropes de combat, dirigint-se cap a Vila, que havien d'usar-se en un moviment cap a Munda. Els japonesos estaven dividits en dues forces, i una formació de 3 escortes protegint la columna principal es llançà a l'atac.

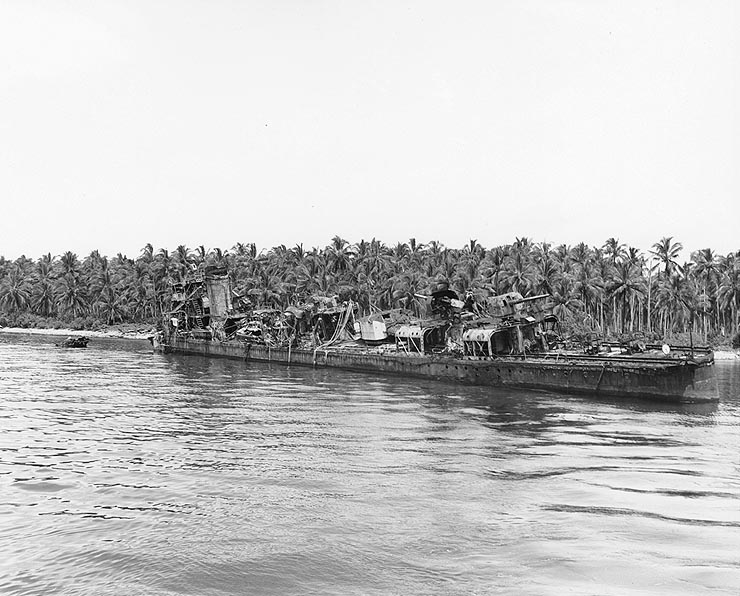
Nagatsuki abandonat, maig de 1944

Els bucs americans van obrir foc a les 01:57, enfonsant el destructor japonès Niizuki i matant a l'Almirall Akiyama. Tanmateix, l'"Helena" havia esgotat la seva munició sense fogonada la nit anterior, il·luminant-se pels vaixells japonesos amb cada salva. La força principal japonesa es retirà de Vila al primer contacte, havent desembarcat només 850 soldats dels 2.600. El destructor japonès  Nagatsuki també va ser enfonsat, mentre que el Hatsuyuki resultava danyat.
Cap a les 03:30 hores, l'Ainsworth va començar a retirar-se cap a Tulagi, mentre que els japonesos es dirigien cap a Buin. Dos destructors americans, el Radford i l'O'Bannon, es van quedar per rescatar els supervivents, igual que el destructor japonès Amagiri. Cap a les 05:00, l'Amagiri i el Nicholas van intercanviar torpedes i trets; impactat quatre vegades, l'Amagiri es va retirar. El Nagatsuki, encallat, va ser abandonat per la seva tripulació al matí i posteriorment va ser bombardejat i destruït per avions americans. El Mikazuki i l'Hamakaze van completar la descàrrega i van sortir per l'estret de Blackett, mentre que el Mochizuki es va entretenir una hora més abans de sortir pel golf de Kula al llarg de la costa de Kolombangara, xocant breument amb el Nicholas cap a les 06:15 abans de retirar-se darrere d'una cortina de fum.
Ambdues forces van començar a retirar-se de la zona, deixant un destructor japonès i dos americans a la zona per rescatar supervivents i, al voltant de les 05:00, el destructor japonès destructor japonès Amagiri i s'intercanviaren torpedes i canonades, i el Amagiri va resultar tocat i es retirà. El Nagatsuki, abandonat per la seva tripulació al matí, va ser bombardejat i enfonsat per avions americans.

## Després de la batalla
El USS Radford i el USS Nicholas es van quedar per rescatar supervivents de l'USS Helena. Mentre que rescataven a uns 750 homes, van rebutjar 3 cops a l'enemic, rebent la Citació Presidencial d'Unitat pel seu rescat. El Amagiri escapà, sent posteriorment el vaixell que va tallar en dos al PT-109 a l'estret de Blackett, al sud-oest de Kolombangara.
Les pèrdues nord-americanes durant la batalla van ascendir a un creuer lleuger enfonsat i 168 morts, tots ells procedents de l'Helena,  mentre que els japonesos van perdre dos destructors enfonsats i dos destructors danyats, amb 324 homes morts. El desglossament de les baixes dels japonesos per vaixell va ser el següent: Niizuki (300 morts), Amagiri (10 morts), Nagatsuki (vuit morts i 13 ferits) i Hatsuyuki (sis morts).   Els japonesos van aconseguir desembarcar 1.600 tropes a Vila, així com 90 tones de subministraments. Per les seves accions liderant la columna de creuers al golf de Kula i anteriorment a la campanya, el capità Robert W. Hayler del Honolulu va rebre la seva segona Creu de la Marina.
Els destructors Radford i Nicholas van tornar per rescatar els supervivents d'Helena . Mentre rescataven més de 750 homes, el Radford i el Nicholas van haver de tornar a enfrontar-se als japonesos tres vegades; van ser guardonats amb la Citació Presidencial d'Unitat pel seu rescat. L'Amagiri va escapar i més tard va estavellar i tallar per la meitat la llanxa torpedinera PT-109, capitanejada pel futur president dels Estats Units John F. Kennedy (1917–1963), a l'estret de Blackett, al sud-oest de Kolombangara, el 2 d'agost. El Hatsuyuki i el Satsuki van tornar a Buin a través de l'estret de Blackett.
Després de l'enfrontament al golf de Kula, els japonesos van continuar traslladant reforços cap al sud, a Nova Geòrgia. El 9 de juliol, 1.200 soldats van ser traslladats a Kolombangara amb èxit sense oposició. Tanmateix, un altre esforç els dies 12 i 13 de juliol va resultar en la batalla de Kolombangara. Mentrestant, a terra, les tropes nord-americanes havien assegurat Enogai, a la costa nord-oest, els dies 10 i 11 de juliol, mentre que al voltant de Munda els japonesos es van resistir tossudament als esforços dels nord-americans per avançar cap a l'aeròdrom, que es van estancar i finalment van ser aturats per un contraatac japonès el 17 de juliol.
El portaavions d'escorta de la Marina dels Estats Units, USS Kula Gulf —en servei entre 1945 i 1946, 1951 i 1955 i 1965 i 1969— va rebre el nom d'aquesta batalla.